# Deviate
Deviate war eine belgische Metalcore- und Hardcore-Band aus Brüssel, die im Jahr 1991 gegründet wurde und sich 2003 auflöste.

## Geschichte
Die Band wurde im Jahr 1991 aus den beiden Bands Sixty Nine und Mental Disturbance gegründet und bestand aus dem Sänger Danny Mouethwil, dem Gitarristen Kirby Michel, dem Bassisten Christian Vankelst und dem Schlagzeuger Laurens Kusters. Die Musiker, die alle Studenten waren, gründeten mit finanzieller Unterstützung mit Hans Kusters, dem Vater von Laurens, das Label I Scream Records. Im November 1992 nahm die Gruppe ihre erste EP Small Traces of Life auf, die Anfang 1993 bei diesem Label erschien. Produziert wurde das Album von Frank von Bogaet. Daraufhin folgten Auftritte als Vorband für Fear Factory in den Niederlanden, sowie eine Tour durch Europa zusammen mit Excel. Anfang 1994 schloss sich das Debütalbum Crisis of Confidence an. Das Album wurde vom Channel-Zero-Produzenten Andre Gielen im Hilversumer Bullet Sound Studio aufgenommen. In Deutschland erschien das Album bei Massacre Records.  Danach folgten Konzerte zusammen mit Gruppen wie Motörhead, Biohazard und Dog Eat Dog, sowie Leeway und B-Thong. Im Mai 1995 erschien das zweite Album Wreck Style, das von Jamie Locke produziert wurde. Danach folgte die EP Cold Prejudice, die nur für den belgischen Markt gepresst wurde und nach zwei Wochen ausverkauft war. Im August 1996 spielte die Band auf der ersten europäischen Vans Warped Tour, wobei hierbei Jo Dehennin als zweiter Gitarrist zur Band gekommen war, und veröffentlichte etwas später das Album Thorn of the Living. Hierauf war Freddy Cricien von Madball als Gastmusiker enthalten. Produziert wurde das Album erneut von Jamie Locke. Die Band war zudem mittlerweile nach New York gezogen. Nach einer Weihnachtstour zusammen mit Backfire ging die Gruppe auf ihre erste Tour durch Japan. Hierbei nahm die Gruppe das Live-Album One by One auf. Nachdem dieses 1999 veröffentlicht worden war, folgte noch im selben Jahr das nächste Studioalbum State of Grace. In den USA wurde das Album über Too Damn Hype vertrieben. Der Veröffentlichung folgte eine Tour durch die Beneluxstaaten sowie eine weitere durch Japan. Während der Vorbereitung zum Album Red Asunder, hielt die Band Auftritte zusammen mit Slayer, Pantera und Sepultura und spielte außerdem auf dem Beast Feast Festival in Yokohama vor 40.000 Fans. Die Veröffentlichung von Red Asunder erfolgte im Sommer 2002. Die CD-Version des Albums enthielt eine zweite CD, die unveröffentlichtes und Live-Material enthielt. Am 5. Dezember 2003 spielte die Band ihren letzten Auftritt in Brüssel. Durch angekündigte Reunion-Auftritte im Januar 2009 kam es zu Rechtsstreitigkeiten zwischen den Mitgliedern. Ein von Schlagzeuger Kusters angerufenes Gericht untersagte den übrigen Bandmitgliedern, den Bandnamen ohne Kusters' Zustimmung zu verwenden.

## Stil
Laut laut.de habe das Album Crisis of Confidence für ein Hardcore-Album „absolute Überlänge“. Red Asunder sei mit der Musik von Biohazard und Sick of It All vergleichbar. Laut Matthias Weckmann vom Metal Hammer spiele die Band auf State of Grace aggressiven Hardcore. Im Vergleich zu den Vorgängern sei das Album ambitionierter, da es geradliniger sei. Claudia Nitsche vom Metal Hammer fand das Live-Album One by One unnötig, wobei der Tonträger auch noch eine schlechte Tonqualität hätte. Laut Elmar Salmutter vom Metal Hammer knüpfe Red Asunder dort an, wo State of Grace aufgehört habe. Die Gruppe spiele düsteren, aggressiven Metalcore, mit stellenweise ruhigeren Passagen, um dem Hörer Zeit zum Durchatmen zu lassen.
Laut Marc Lohausen vom Ox-Fanzine spiele die Band auf Wreck Style eine Mischung aus Hardcore der 1980er Jahre und metallischem New York Hardcore vom Ende der 1990er Jahre. Vergleichbar sei die Musik mit Werken von Madball und Subzero. Lohausen hörte auf One by One einen Crossover aus Hardcore und Metal heraus, der an Biohazard erinnere, während die Gruppe in den schleppenderen Passagen der Lieder wie Merauder und in den schnelleren wie Madball klinge.

## Diskografie
- 1992: Small Traces of Life (EP, I Scream Records)
- 1994: Crisis of Confidence (I Scream Records)
- 1995: Wreck Style (I Scream Records)
- 1996: Cold Prejudice (EP, I Scream Records)
- 1997: Thorn of the Living (I Scream Records)
- 1999: State of Grace (I Scream Records)
- 1999: One by One (Live-Album, I Scream Records)
- 2002: Red Asunder (I Scream Records)